# .dj
A .dj Dzsibuti internetes legfelső szintű tartomány kódja, melyet 1996-ban hoztak létre. Piacra dobták széles körben, miután a Disk jockey névre (DJ) emlékeztet, de eddig nem bizonyult igazán népszerűnek.